# Quadratischer Zahlkörper
Ein quadratischer Zahlkörper ist eine algebraische Körpererweiterung {\displaystyle K/\mathbb {Q} } der Form
{\displaystyle K=\mathbb {Q} ({\sqrt {d}})}
mit einer Zahl {\displaystyle d\in \mathbb {Z} \setminus \{0,1\}}, wobei {\displaystyle d} eine quadratfreie ganze Zahl ist. Dies sind genau die Erweiterungen vom Grad 2 über {\displaystyle \mathbb {Q} .}
Quadratische Zahlkörper sind, von {\displaystyle \mathbb {Q} } selbst abgesehen, die einfachsten Zahlkörper.

## Einleitung
Die Theorie der quadratischen Zahlkörper entwickelte sich aus dem Studium der binären quadratischen Formen. Euler und Fermat hatten bei ihren Untersuchungen zu diophantischen Gleichungen viele fundamentale Einzelergebnisse zusammengetragen, die anschließend Raum für weitere Forschungen boten. In seinen Disquisitiones Arithmeticae knüpft Gauß im Abschnitt V an die Arbeiten von Fermat, Euler und Lagrange an und behandelt dort ausgiebig die Theorie der binären quadratischen Formen. Obwohl sich Gauß bei seiner Darstellung im Bereich der ganzen Zahlen bewegt, ist es aus heutiger Sicht eleganter, den Körper der rationalen Zahlen so quadratisch zu erweitern, dass eine Zerlegung der quadratischen Formen in Linearfaktoren vorgenommen werden kann. Eine solche Zerlegung sieht dann z. B. wie folgt aus:
{\displaystyle x^{2}-5y^{2}=(x+y{\sqrt {5}})\cdot (x-y{\sqrt {5}})}
Damit wird die Theorie der quadratischen Zahlkörper zu einem Bestandteil der Theorie der binären quadratischen Formen.
Der Körper {\displaystyle \mathbb {Q} } der rationalen Zahlen lässt sich auf verschiedene Arten zu einem umfassenden Körper {\displaystyle K\subseteq \mathbb {C} } erweitern. So untersucht man etwa den Ring {\displaystyle {\mathcal {O}}} der ganzalgebraischen Zahlen. Er enthält genau jene komplexen Zahlen, die Nullstelle eines normierten Polynoms mit ganzzahligen Koeffizienten sind. Es ist aber bei einer Erweiterung oft sinnvoll, nur so viele Zahlen hinzuzunehmen, wie für ein gegebenes Problem benötigt werden:
Seien {\displaystyle \alpha _{1},\ldots ,\alpha _{n}} endlich viele algebraische Zahlen und sei {\displaystyle K} der kleinste Teilkörper des Körpers {\displaystyle {\overline {\mathbb {Q} }}} der algebraischen Zahlen, der diese Zahlen alle enthält. Dann schreibt man
{\displaystyle K=\mathbb {Q} (\alpha _{1},\ldots ,\alpha _{n})}
und sagt, der Körper {\displaystyle K} ist ein Erweiterungskörper von {\displaystyle \mathbb {Q} ,} der durch Adjunktion der Elemente {\displaystyle \alpha _{1},\ldots ,\alpha _{n}} aus {\displaystyle \mathbb {Q} } entsteht. Das Paar {\displaystyle K} und {\displaystyle \mathbb {Q} } bezeichnet man als Körpererweiterung und schreibt dafür {\displaystyle K\colon \mathbb {Q} .}
Insbesondere ist {\displaystyle (K,+)} eine abelsche Gruppe. Weil zudem die Multiplikation von Elementen aus {\displaystyle K} mit den Skalaren aus {\displaystyle \mathbb {Q} } über
{\displaystyle {\begin{aligned}\cdot \colon \mathbb {Q} \times K&\;\to \;K\\(\eta ,\alpha )&\;\mapsto \;\eta \alpha \end{aligned}}}
erklärt ist, erhält man aus den Körperaxiomen für {\displaystyle \mathbb {Q} } unmittelbar die Vektorraumaxiome, sodass {\displaystyle K} als Vektorraum über {\displaystyle \mathbb {Q} } aufgefasst werden kann. Der Körper {\displaystyle K} besitzt über {\displaystyle \mathbb {Q} } endlichen Grad {\displaystyle [K\colon \mathbb {Q} ]}, das heißt, dass {\displaystyle K} als {\displaystyle \mathbb {Q} }-Vektorraum endlichdimensional ist.
Wird {\displaystyle K=\mathbb {Q} (\alpha )} von einer algebraischen Zahl {\displaystyle \alpha } erzeugt, dann hat {\displaystyle K} eine Basis {\displaystyle \{1,\alpha ,\alpha ^{2},\ldots ,\alpha ^{n-1}\}} und folglich die Dimension
{\displaystyle \dim _{\mathbb {Q} }K=[K\colon \mathbb {Q} ]=n,}
wobei {\displaystyle n} gleich dem Grad des Minimalpolynoms {\displaystyle f_{\alpha }} ist, das {\displaystyle \alpha } als Nullstelle hat. Es lässt sich zeigen, dass {\displaystyle K} den Grad 2 über {\displaystyle \mathbb {Q} } besitzt, wenn das Minimalpolynom von {\displaystyle \alpha } quadratisch ist. Somit ist {\displaystyle K} ein quadratischer Zahlkörper.
Für einen Zahlkörper {\displaystyle K} bezeichnet
{\displaystyle {\mathcal {O}}_{K}=K\cap {\mathcal {O}}}
den Ganzheitsring von {\displaystyle K} bzw. den ganzen Abschluss von {\displaystyle \mathbb {Z} } in {\displaystyle K.} Somit besteht {\displaystyle {\mathcal {O}}_{K}} aus allen Elementen, die in {\displaystyle K} ganzalgebraisch sind; das heißt, es gilt:
{\displaystyle {\mathcal {O}}_{K}=\left\{\alpha \in K\;|\;f_{\alpha }\in \mathbb {Z} [X]\right\}}

## Definition
Ein quadratischer Zahlkörper ist eine quadratische Erweiterung der rationalen Zahlen. Quadratische Zahlkörper entstehen also aus {\displaystyle \mathbb {Q} } durch Adjunktion der Quadratwurzel {\displaystyle {\sqrt {d}}}.
Sei im Folgenden {\displaystyle d} eine von 0 und 1 verschiedene quadratfreie ganze Zahl. Dann heißt die Menge
{\displaystyle \mathbb {Q} ({\sqrt {d}}):=\{x+y{\sqrt {d}}\in \mathbb {C} \;|\;x,y\in \mathbb {Q} \}}
ein quadratischer Zahlkörper.
Ist {\displaystyle d>0}, so heißt {\displaystyle K} reellquadratischer Zahlkörper, sonst imaginärquadratischer Zahlkörper. Dabei ist {\displaystyle {\sqrt {d}}\in \mathbb {C} } eine willkürliche, aber fest gewählte komplexe Lösung der Gleichung {\displaystyle X^{2}=d}. Die zweite Lösung dieser Gleichung führt zum gleichen Zahlkörper.

## Eigenschaften

### Konjugationsabbildung
Es gilt, dass jedes Element von {\displaystyle K=\mathbb {Q} ({\sqrt {d}})} Nullstelle eines Polynoms {\displaystyle f\in \mathbb {Q} [X]} vom Grad {\displaystyle \leq 2} ist. Also ist jedes Element von {\displaystyle K} algebraisch. Man erhält somit einen Turm von Körpern:
{\displaystyle \mathbb {Q} \;\subsetneq \;K\;\subsetneq \;{\overline {\mathbb {Q} }}\;\subsetneq \;\mathbb {C} }
Insbesondere ist {\displaystyle \{1,{\sqrt {d}}\}} eine {\displaystyle \mathbb {Q} }-Basis von {\displaystyle K}, das heißt, es ist
{\displaystyle K=\mathbb {Q} \oplus \mathbb {Q} {\sqrt {d}}}
Nun besitzt der Körper {\displaystyle K} genau zwei Körperautomorphismen, zum einen die identische Abbildung
{\displaystyle {\begin{aligned}\operatorname {id} _{K}\colon \qquad K&\;\to \;K\\x+y{\sqrt {d}}&\;\mapsto \;x+y{\sqrt {d}}\end{aligned}}}
und zum anderen die Konjugationsabbildung:
{\displaystyle {\begin{aligned}\sigma \colon \qquad K&\;\to \;K\\x+y{\sqrt {d}}&\;\mapsto \;x-y{\sqrt {d}}\end{aligned}}}
Insbesondere ist {\displaystyle \operatorname {Aut} (K)=\{id_{K},\sigma \}} eine Galoisgruppe der Ordnung 2. Für {\displaystyle \alpha \in K} heißt {\displaystyle \sigma (\alpha )} das konjugierte Element zu {\displaystyle \alpha }.

### Norm und Spur
Die beiden Größen Norm und Spur eines quadratischen Zahlkörpers {\displaystyle K} lassen sich wie folgt mittels seines nichttrivialen Körperautomorphismus {\displaystyle \sigma } darstellen:
{\displaystyle {\begin{aligned}N\colon \;K&\;\to \;\mathbb {Q} \\\alpha &\;\mapsto \;\alpha \sigma (\alpha )\end{aligned}}}
und
{\displaystyle {\begin{aligned}\operatorname {Sp} \colon \;K&\;\to \;\mathbb {Q} \\\alpha &\;\mapsto \;\alpha +\sigma (\alpha )\end{aligned}}}
Da die Einbettung {\displaystyle \sigma } einen Ringhomomorphismus bildet, wird die Norm multiplikativ und die Spur additiv. Durch Einsetzen erhält man:
{\displaystyle {\begin{aligned}N(\alpha )&=(x+y{\sqrt {d}})(x-y{\sqrt {d}})=x^{2}-dy^{2}\\Sp(\alpha )&=(x-y{\sqrt {d}})+(x+y{\sqrt {d}})=2x\end{aligned}}}
Die Norm ist damit eine quadratische Form auf {\displaystyle K.} Aufgrund der Tatsache, dass die ganzalgebraischen Zahlen einen Ring {\displaystyle {\mathcal {O}}} bilden, ist {\displaystyle {\mathcal {O}}_{K}} offensichtlich ebenfalls ein Ring. Dieser übernimmt eine analoge Rolle in {\displaystyle K} wie der Ring {\displaystyle \mathbb {Z} } in {\displaystyle \mathbb {Q} ,} und es gilt {\displaystyle {\mathcal {O}}_{K}\cap \mathbb {Q} =\mathbb {Z} .} Also ist {\displaystyle {\mathcal {O}}_{K}} ein Unterring von {\displaystyle K.} Damit sind alle Elemente der Form {\displaystyle x+y{\sqrt {d}},x,y\in \mathbb {Z} } stets ganzalgebraisch, und man erhält eine Inklusion von Ringen:
{\displaystyle \mathbb {Z} [{\sqrt {d}}]\subseteq {\mathcal {O}}_{K}}
Dass hier nicht notwendigerweise Gleichheit gilt, zeigt das nachfolgende
BeispielBetrachten wir die dritte Einheitswurzel {\displaystyle \zeta _{3}={\tfrac {-1+{\sqrt {-3}}}{2}}\in {\mathbb {Q} ({\sqrt {-3}})}.} Diese ist eine Nullstelle des normierten Polynoms {\displaystyle X^{3}-1\in \mathbb {Z} [X],} das übrigens nicht ihr Minimalpolynom ist, und somit eine ganzalgebraische Zahl. Also ist {\displaystyle \zeta _{3}\in {\mathcal {O}}_{\mathbb {Q} ({\sqrt {-3}})},} den sogenannten Eisenstein-Zahlen, aber {\displaystyle \zeta _{3}\notin \mathbb {Z} [{\sqrt {-3}}].}
Es gibt eine sehr einfache Möglichkeit, die ganzalgebraischen Zahlen in einem quadratischen Zahlkörper zu identifizieren, denn eine Zahl {\displaystyle \alpha \in K} liegt genau dann in {\displaystyle {\mathcal {O}}_{K},} wenn ihre Norm und Spur ganze Zahlen sind.
Da {\displaystyle \mathbb {Q} } abzählbar unendlich ist, ist auch {\displaystyle \mathbb {Q} [X]} abzählbar unendlich, denn jedes {\displaystyle f\in \mathbb {Q} [X]} hat nur endlich viele Nullstellen. Daher ist auch die Menge der algebraischen Zahlen abzählbar unendlich.
Es bleibt noch die Frage nach der Form der ganzalgebraischen Elemente aus {\displaystyle {\mathcal {O}}_{K}.} Dabei hängen die vielfältigen Varianten der Elemente {\displaystyle x} und {\displaystyle y} von der Kongruenzklasse {\displaystyle d} modulo 4 ab. Als quadratfreie Zahl kann {\displaystyle d} modulo 4 von vornherein nur zu 1, 2 oder 3 kongruent sein. Es gilt nun:
Es sei {\displaystyle d\in \mathbb {Z} \setminus \{0,1\}} quadratfrei und {\displaystyle K=\mathbb {Q} ({\sqrt {d}})} der zugehörige quadratische Zahlkörper, dann gilt:
{\displaystyle {\mathcal {O}}_{K}={\begin{cases}{\mathbb {Z} +\mathbb {Z} {\sqrt {d}}},\;&{\text{falls }}d\equiv 2,3{\text{ mod }}4\\\mathbb {Z} +\mathbb {Z} {\frac {1+{\sqrt {d}}}{2}},\;&{\text{falls }}d\equiv 1{\text{ mod }}4\end{cases}}}
BeispielDie dritte Einheitswurzel {\displaystyle \zeta _{3}={\tfrac {-1+{\sqrt {-3}}}{2}}} liegt wegen {\displaystyle d=-3\equiv 1{\text{ mod }}4} in {\displaystyle {\mathcal {O}}_{\mathbb {Q} ({\sqrt {-3}})}} und ist von der Form {\displaystyle x+y{\tfrac {1+{\sqrt {-3}}}{2}}.} Hingegen besitzen die ganzen Gaußschen Zahlen in {\displaystyle \mathbb {Q} [i]} wegen der Kongruenz {\displaystyle d=-1\equiv 3{\text{ mod }}4} die Form {\displaystyle x+y{\sqrt {-1}}=x+yi.}

### Einheiten
Ein erster wesentlicher Unterschied zwischen reell- und imaginärquadratischen Zahlkörpern besteht hinsichtlich ihrer Einheiten. So ist z. B. die Einheitengruppe {\displaystyle \mathbb {Z} ^{\times }=\{-1,1\}} des Ringes {\displaystyle \mathbb {Z} } die zyklische Gruppe der Ordnung {\displaystyle 2.} Die Beschreibung der Einheitengruppe {\displaystyle {\mathcal {O}}_{K}^{\times }} des Ganzheitsrings {\displaystyle {\mathcal {O}}_{K}} hängt jedoch davon ab, ob {\displaystyle K} reell- oder imaginärquadratisch ist. So ist die Einheitengruppe für imaginärquadratische Zahlkörper endlich und wir können sie folgendermaßen beschreiben:
Sei {\displaystyle d<0} und {\displaystyle K=\mathbb {Q} ({\sqrt {d}})} der zugehörige (imaginär-)quadratische Zahlkörper. Für seine Einheitengruppe {\displaystyle {\mathcal {O}}_{K}^{\times }} gilt:
{\displaystyle {\mathcal {O}}_{K}^{\times }={\begin{cases}\{\pm 1,\pm i\}\cong \mathbb {Z} /4\mathbb {Z} ,&{\text{falls }}d=-1\\\left\{\pm 1,{\frac {1\pm {\sqrt {-3}}}{2}},{\frac {-1\pm {\sqrt {-3}}}{2}}\right\}\cong \mathbb {Z} /6\mathbb {Z} ,&{\text{falls }}d=-3\\\{-1,1\}\cong \mathbb {Z} /2\mathbb {Z} ,&{\text{sonst}}\end{cases}}}
Im Falle eines reellquadratischen Zahlkörpers ist die Beschreibung der Einheitengruppe aufwändiger. Es zeigt sich, dass jeder reellquadratische Zahlkörper unendlich viele Einheiten besitzt. Dabei läuft die Bestimmung der Einheitengruppe auf die Lösung der Pellschen Gleichung {\displaystyle x^{2}-dy^{2}=\pm 1} hinaus. Man kann nun mittels des Dirichletschen Schubfachprinzips zeigen, dass diese Gleichung unendlich viele Einheiten (Lösungen) liefert. Da das Schubfachprinzip nicht konstruktiv ist, verwendet man zur Ermittlung der Einheiten die Kettenbruchentwicklung von {\displaystyle {\sqrt {d}}.}

## Konstruktion quadratischer Zahlkörper
Ein klassisches Beispiel der Konstruktion eines quadratischen Zahlkörpers ist es, den eindeutig bestimmten quadratischen Zwischenkörper eines von einer primitiven {\displaystyle p}-ten Einheitswurzel gebildeten Kreisteilungskörpers zu nehmen, {\displaystyle p} eine ungerade Primzahl. Die Eindeutigkeit folgt daraus, dass die Galoisgruppe von {\displaystyle \mathbb {Q} (\zeta _{p})/\mathbb {Q} } isomorph zu {\displaystyle (\mathbb {Z} /p\mathbb {Z} )^{\times }} und damit zyklisch ist. Durch Betrachten der Verzweigung erkennt man, dass der quadratische Zwischenkörper gleich {\displaystyle \mathbb {Q} ({\sqrt {p^{*}}})} mit {\displaystyle p^{*}=(-1)^{\frac {p-1}{2}}p} ist; die Diskriminante von {\displaystyle \mathbb {Q} (\zeta _{p})/\mathbb {Q} } ist nämlich eine {\displaystyle p}-Potenz, und daher muss dies auch für die Diskriminante des quadratischen Zwischenkörpers gelten.
Nach obiger Aussage muss daher {\displaystyle p^{*}\equiv 1{\text{ mod }}4} sein, da sonst auch {\displaystyle 2} verzweigt ist.
Dasselbe gilt auch für beliebige Potenzen einer ungeraden Primzahl.
Der Körper {\displaystyle \mathbb {Q} (\zeta _{8})/\mathbb {Q} } besitzt dagegen genau die drei Körper {\displaystyle \mathbb {Q} ({\sqrt {-1}})}, {\displaystyle \mathbb {Q} ({\sqrt {2}})} und {\displaystyle \mathbb {Q} ({\sqrt {-2}})} als quadratische Zwischenkörper; dies liegt daran, dass die Galoisgruppe der Erweiterung {\displaystyle (\mathbb {Z} /8\mathbb {Z} )^{\times }\simeq \mathbb {Z} /2\mathbb {Z} \times \mathbb {Z} /2\mathbb {Z} } nicht mehr zyklisch ist (siehe prime Restklassengruppe).
Für den Spezialfall {\displaystyle d=-1} erhält man den Ganzheitsring der Gaußschen Zahlen, für {\displaystyle d=-3} den Ganzheitsring der Eisenstein-Zahlen. Diese beiden Ganzheitsringe sind die einzigen Ganzheitsringe quadratischer Zahlkörper, die zugleich Kreisteilungskörper sind.

## Nichteindeutigkeit der Primfaktorzerlegung
Im Jahre 1843 machte Peter Dirichlet Ernst Eduard Kummer auf die Nichteindeutigkeit der Primfaktorzerlegung in gewissen Zahlenringen aufmerksam. Kummer hatte bei seinem vermeintlichen Beweis zur Fermatschen-Vermutung, welcher die algebraischen Zahlen einbezog, den Fundamentalsatz der Zahlentheorie auch für alle algebraischen Zahlen als erwiesen angesehen, sodass diese ebenfalls eine eindeutige Zerlegung wie die gewöhnlichen ganzen Zahlen besitzen. Dass dieser aber schon im Ring {\displaystyle {\rm {\mathcal {O}}}_{{\mathbb {Q} }({\sqrt {-5}})}} nicht mehr gegeben ist, kann leicht für die Zahl 21 gezeigt werden.
So ist einerseits {\displaystyle 21=3\cdot 7} und andererseits {\displaystyle 21=(1+2{\sqrt {-5}})(1-2{\sqrt {-5}})}. Dass die Zahlen {\displaystyle 3,\;7,\;1\pm 2{\sqrt {-5}}} in {\displaystyle {\rm {\mathcal {O}}}_{{\mathbb {Q} }({\sqrt {-5}})}} alle irreduzibel und nicht zueinander assoziiert sind, sieht man mit Hilfe der Norm folgendermaßen ein. Angenommen die Zahl 3 wäre zerlegbar. Etwa mit {\displaystyle 3=\alpha \cdot \beta }, wobei {\displaystyle \alpha ,\beta \in {\rm {\mathcal {O}}}_{{\mathbb {Q} }({\sqrt {-5}})}} keine Einheiten seien. Dann ist {\displaystyle N_{{\mathbb {Q} }({\sqrt {-5}})}(3)=N_{{\mathbb {Q} }({\sqrt {-5}})}(\alpha )N_{{\mathbb {Q} }({\sqrt {-5}})}(\beta )=9} und folglich müssen {\displaystyle N_{{\mathbb {Q} }({\sqrt {-5}})}(\alpha )=N_{{\mathbb {Q} }({\sqrt {-5}})}(\beta )=\pm 3} sein. Nun sind {\displaystyle \alpha ,\beta } von der Form {\displaystyle x+y{\sqrt {-5}}} mit {\displaystyle x,y\in {\mathbb {Z} }} und damit folgt, dass die Norm {\displaystyle N_{{\mathbb {Q} }({\sqrt {-5}})}(x+y{\sqrt {-5}})=x^{2}+5y^{2}\in {\mathbb {Z} }} ist. Nun ist die Gleichung {\displaystyle x^{2}+5y^{2}=\pm 3} aber offensichtlich unlösbar in den ganzen Zahlen, was im Widerspruch zu unserer Annahme steht. Also ist die Zahl {\displaystyle 3} in {\displaystyle {\rm {\mathcal {O}}}_{{\mathbb {Q} }({\sqrt {-5}})}} irreduzibel und man beweist analog, dass es auch die Zahlen {\displaystyle 7,\;1\pm 2{\sqrt {-5}}} sind. Dass die Zahlen {\displaystyle 3} und {\displaystyle 7} nicht zueinander assoziiert sind, ist klar. Genauso können {\displaystyle 1+2{\sqrt {-5}}} und {\displaystyle 1-2{\sqrt {-5}}} als Konjugierte nicht zueinander assoziiert sein. Angenommen, die Zahlen {\displaystyle 3} und {\displaystyle 7} seien zu {\displaystyle 1\pm 2{\sqrt {-5}}} assoziiert, dann wären die Brüche {\displaystyle {\frac {1\pm 2{\sqrt {-5}}}{3}},{\frac {1\pm 2{\sqrt {-5}}}{7}}\in {\rm {\mathcal {O}}}_{{\mathbb {Q} }({\sqrt {-5}})}}. Da aber sowohl die Spur von {\displaystyle {\frac {1\pm 2{\sqrt {-5}}}{3}}} als auch von {\displaystyle {\frac {1\pm 2{\sqrt {-5}}}{7}}} nicht ganzzahlig sind, können die Elemente {\displaystyle {\frac {1\pm 2{\sqrt {-5}}}{3}},{\frac {1\pm 2{\sqrt {-5}}}{7}}} somit nicht in {\displaystyle {\rm {\mathcal {O}}}_{{\mathbb {Q} }({\sqrt {-5}})}} liegen. Also sind die Zahlen nicht zueinander assoziiert. Folglich liegen für die Zahl {\displaystyle 21} zwei verschiedene Primfaktorzerlegungen in {\displaystyle {\rm {\mathcal {O}}}_{{\mathbb {Q} }({\sqrt {-5}})}} vor.
Wir sehen also, dass der Fundamentalsatz der Zahlentheorie und damit die Eindeutigkeit der Primfaktorzerlegung im Allgemeinen nicht mehr vorausgesetzt werden kann.
Probleme dieser Art sind heute mit der Kummerschen Idealtheorie in den Griff zu bekommen. Geleitet von den komplexen Zahlen bestand Kummers Absicht darin, einen erweiterten Bereich neuer idealer Zahlen zu schaffen, sodass diese sich eindeutig in das Produkt idealer Primzahlen zerlegen lassen. Die von Kummer entwickelte Theorie der idealen Zahlen wurde durch den deutschen Mathematiker Richard Dedekind systematisiert und man bezeichnet heute die idealen Zahlen einfach als die Dedekindschen Ideale des Ringes {\displaystyle {\rm {\mathcal {O}}}_{{\mathbb {Q} }({\sqrt {d}})}}. Das Fundamentaltheorem der Dedekindschen Idealtheorie liefert nun die Verallgemeinerung des Satzes der eindeutigen Primfaktorzerlegung und zeigt einen Weg auf, mit der Mehrdeutigkeit der Primfaktorzerlegung umzugehen und eine Analogie zum Fundamentalsatz der Zahlentheorie wiederherzustellen. (Siehe dazu etwa Dedekindring).

## Primidealzerlegung
Dass die Primidealzerlegung eines Hauptideals {\displaystyle p{\rm {\mathcal {O}}}_{{\mathbb {Q} }({\sqrt {d}})}}, für eine Primzahl {\displaystyle p}, nicht willkürlich sein kann, folgt schon aus der Norm {\displaystyle N\left(p{\rm {\mathcal {O}}}_{{\mathbb {Q} }({\sqrt {d}})}\right)=p^{2}}. Das heißt, {\displaystyle p{\rm {\mathcal {O}}}_{{\mathbb {Q} }({\sqrt {d}})}} ist entweder ein Primideal oder zerfällt in das Produkt zweier (nicht notwendigerweise verschiedener) Primideale der Norm {\displaystyle p}. Eine Primzahl {\displaystyle p} heißt in {\displaystyle {\mathbb {Q} }({\sqrt {d}})}
- träge, wenn {\displaystyle p{\rm {\mathcal {O}}}_{{\mathbb {Q} }({\sqrt {d}})}={\rm {\mathfrak {p}}}} ein Primideal ist,
- zerlegt, wenn {\displaystyle p{\rm {\mathcal {O}}}_{{\mathbb {Q} }({\sqrt {d}})}={\rm {\mathfrak {p}}}{\rm {\mathfrak {p}}}'} mit Primidealen {\displaystyle {\rm {\mathfrak {p}}}\neq {\rm {\mathfrak {p}}}'\trianglelefteq {\rm {\mathcal {O}}}_{{\mathbb {Q} }({\sqrt {d}})}},
- verzweigt, wenn {\displaystyle p{\rm {\mathcal {O}}}_{{\mathbb {Q} }({\sqrt {d}})}={\rm {\mathfrak {p}}}^{2}} für ein Primideal {\displaystyle {\rm {\mathfrak {p}}}\trianglelefteq {\rm {\mathcal {O}}}_{{\mathbb {Q} }({\sqrt {d}})}}.

Der dritte Fall tritt genau für die (endlich vielen) Primteiler der Diskriminante auf. Die anderen beiden Fälle treten in einem gewissen Sinne »gleichhäufig« auf; dies folgt aus dem Chebotarevschen Dichtigkeitssatz.
Man findet nun ohne großen Aufwand, dass für {\displaystyle d\neq 0,1} die Diskriminante eines quadratischen Zahlkörpers:
{\displaystyle \Delta _{{\mathbb {Q} }({\sqrt {d}})}={\begin{cases}4d,&{\text{falls }}d\equiv 2,3\,\mod 4\\d,&{\text{falls}}\,\,\,d\equiv 1\,\mod 4.\end{cases}}}
Man beachte, dass stets {\displaystyle {\mathbb {Q} }({\sqrt {d}})={\mathbb {Q} }\left({\sqrt {\Delta _{{\mathbb {Q} }({\sqrt {d}})}}}\right)} gilt.
Mit Hilfe der Diskriminante und des Legendre-Symbols lässt sich eine übersichtliche Beschreibung des Verhaltens von ungeraden Primzahlen in einem quadratischen Zahlkörper geben:
| Satz (Zerlegungsgesetz): Für eine ungerade Primzahl {\displaystyle p} in {\displaystyle {\mathbb {Q} }({\sqrt {d}})} gilt: - Ist {\displaystyle p\mid \Delta _{{\mathbb {Q} }({\sqrt {d}})}}, dann ist {\displaystyle (p)=(p,{\sqrt {d}})^{2}} und {\displaystyle p} ist verzweigt. - Ist {\displaystyle \left({\frac {\Delta _{{\mathbb {Q} }({\sqrt {d}})}}{p}}\right)=+1}, dann ist {\displaystyle p} zerlegt. - Ist {\displaystyle \left({\frac {\Delta _{{\mathbb {Q} }({\sqrt {d}})}}{p}}\right)=-1}, dann ist {\displaystyle p} träge. |

Beweis: Siehe: Zerlegungsgesetz
Bemerkung: Die Primzahl {\displaystyle 2} wurde ausgeschlossen. Es gilt aber, dass {\displaystyle 2} in {\displaystyle {\mathbb {Q} }({\sqrt {d}})} träge ist, wenn {\displaystyle d\equiv 5{\text{ mod }}8}. Sie ist zerlegt, wenn {\displaystyle d\equiv 1{\text{ mod }}8}, und sie ist verzweigt, falls {\displaystyle d\equiv 2,3{\text{ mod }}4}.
Die Aussage für die Trägheit gilt auch für die Zerlegung in Primelemente; im Allgemeinen lassen sich solche Aussagen aber genau dann auf Primelemente fortsetzten, wenn {\displaystyle {{\mathbb {Q} }({\sqrt {d}})}} Hauptidealring ist, also eindeutige Zerlegung in Primelemente besitzt, oder äquivalenterweise Klassenzahl {\displaystyle 1} hat.
Beispiel
Betrachtet man beispielsweise {\displaystyle \left({\frac {-15}{37}}\right)}, so erhält man durch mehrfache Anwendung des quadratischen Reziprozitätsgesetzes, dass die Primzahl {\displaystyle 37} in {\displaystyle {\mathbb {Q} }({\sqrt {-15}})} träge ist. Denn
{\displaystyle \left({\frac {-15}{37}}\right)=\left({\frac {-1}{37}}\right)\left({\frac {3}{37}}\right)\left({\frac {5}{37}}\right)=(-1)^{18}\left({\frac {1}{3}}\right)\left({\frac {2}{5}}\right)=1\cdot 1\cdot (-1)=-1}.